# Мазсалацький край
Мазса́лацський кра́й (латис. Mazsalacas novads) — адміністративно-територіальна одиниця Латвійської Республіки. Розташований у північній частині країни, в історичному регіоні Ліфляндія. Адміністративний центр — Мазсалаца. Створений 2009 року. Площа — 417 км². Населення — 3460 осіб (2011). До складу краю входять 1 місто і 4 волості.

## Населення
Національний склад краю за результатами перепису населення Латвії 2011 року.
| Національність | К-сть | % |
| -------------- | ----- | - |